# Anastasiya Brátchikova
Anastasiya Víktorovna Brátchikova (en ruso: Анастасия Викторовна Братчикова; Yegórievsk, URSS, 21 de febrero de 1989) es una deportista rusa que compite en lucha libre.
Ganó dos medallas de oro en el Campeonato Europeo de Lucha, en los años 2017 y 2018. En los Juegos Europeos de Minsk 2019 obtuvo una medalla de plata en la categoría de 68 kg.

## Palmarés internacional
| Juegos Europeos    | Juegos Europeos     | Juegos Europeos  | Juegos Europeos |
| Año                | Lugar               | Medalla          | Categoría       |
| ------------------ | ------------------- | ---------------- | --------------- |
| 2019               | Minsk (Bielorrusia) | Medalla de plata | 68 kg           |
| Campeonato Europeo |                     |                  |                 |
| Año                | Lugar               | Medalla          | Categoría       |
| 2017               | Novi Sad (Serbia)   | Medalla de oro   | 69 kg           |
| 2018               | Kaspisk (Rusia)     | Medalla de oro   | 68 kg           |